# Paul Delecroix
Paul Delecroix (Amiens, Somme, Francia, 14 de octubre de 1988) es un futbolista francés que juega de portero en el Dijon F. C. O. del Championnat National de Francia.

## Estadísticas
Actualizado al último partido disputado el 6 de enero de 2020 (No incluye encuentros por equipos reserva).
| Club                                                                     | Div.          | Temporada     | Liga  | Liga  | Copas nacionales(1) | Copas nacionales(1) | Copas internacionales | Copas internacionales | Total | Total |
| Club                                                                     | Div.          | Temporada     | Part. | Goles | Part.               | Goles               | Part.                 | Goles                 | Part. | Goles |
| ------------------------------------------------------------------------ | ------------- | ------------- | ----- | ----- | ------------------- | ------------------- | --------------------- | --------------------- | ----- | ----- |
| Amiens S. C. Francia                                                     | 2.ª           | 2008-09       | 2     | 0     | 1                   | 0                   | -                     | -                     | 3     | 0     |
| Amiens S. C. Francia                                                     | 3.ª           | 2009-10       | 2     | 0     | 3                   | 0                   | -                     | -                     | 5     | 0     |
| Amiens S. C. Francia                                                     | 3.ª           | 2010-11       | 2     | 0     | 6                   | 0                   | -                     | -                     | 8     | 0     |
| Amiens S. C. Francia                                                     | Total club    | Total club    | 6     | 0     | 10                  | 0                   | 0                     | 0                     | 16    | 0     |
| Chamois Niortais F. C. Francia                                           | 3.ª           | 2011-12       | 38    | 0     | 0                   | 0                   | -                     | -                     | 38    | 0     |
| Chamois Niortais F. C. Francia                                           | 2.ª           | 2012-13       | 11    | 0     | 1                   | 0                   | -                     | -                     | 12    | 0     |
| Chamois Niortais F. C. Francia                                           | 2.ª           | 2013-14       | 37    | 0     | 3                   | 0                   | -                     | -                     | 40    | 0     |
| Chamois Niortais F. C. Francia                                           | 2.ª           | 2014-15       | 36    | 0     | 1                   | 0                   | -                     | -                     | 37    | 0     |
| Chamois Niortais F. C. Francia                                           | 2.ª           | 2015-16       | 33    | 0     | 2                   | 0                   | -                     | -                     | 35    | 0     |
| Chamois Niortais F. C. Francia                                           | Total club    | Total club    | 155   | 0     | 7                   | 0                   | 0                     | 0                     | 162   | 0     |
| F. C. Lorient Francia                                                    | 1.ª           | 2016-17       | 7     | 0     | 1                   | 0                   | -                     | -                     | 8     | 0     |
| F. C. Lorient Francia                                                    | 2.ª           | 2017-18       | 2     | 0     | 0                   | 0                   | -                     | -                     | 2     | 0     |
| F. C. Lorient Francia                                                    | Total club    | Total club    | 9     | 0     | 1                   | 0                   | 0                     | 0                     | 10    | 0     |
| F. C. Metz Francia                                                       | 2.ª           | 2018-19       | 1     | 0     | 8                   | 0                   | -                     | -                     | 9     | 0     |
| F. C. Metz Francia                                                       | 1.ª           | 2019-20       | 2     | 0     | 2                   | 0                   | -                     | -                     | 4     | 0     |
| F. C. Metz Francia                                                       | 1.ª           | 2020-21       | 0     | 0     | 0                   | 0                   | -                     | -                     | 0     | 0     |
| F. C. Metz Francia                                                       | Total club    | Total club    | 3     | 0     | 10                  | 0                   | 0                     | 0                     | 13    | 0     |
| Total carrera                                                            | Total carrera | Total carrera | 173   | 0     | 28                  | 0                   | 0                     | 0                     | 201   | 0     |
| (1) Incluye datos de la Copa de Francia y la Copa de la Liga de Francia. |               |               |       |       |                     |                     |                       |                       |       |       |

## Palmarés

### Títulos nacionales
| Título  | Club       | País    | Año     |
| ------- | ---------- | ------- | ------- |
| Ligue 2 | F. C. Metz | Francia | 2018-19 |